# Пири, Гордон
Даглас А́листер Го́рдон Пи́ри (англ. Douglas Alistair Gordon Pirie; 10 февраля 1931, Лидс, Уэст-Йоркшир — 7 декабря 1991, Лимингтон, Гэмпшир}, Англия) — английский легкоатлет, стайер.
В ходе своей карьеры он установил 5 мировых рекордов. Владел рекордом в беге на 3000 метров с 1956 по 1962 годы. Пири выиграл серебро на летних Олимпийских играх 1956 года на дистанции 5000 метров, уступив только советскому бегуну Владимиру Куцу. Также он был трёхкратным чемпионом Англии по кроссу.
В 1998 году Гордон Пири попал в Книгу рекордов Гиннесса как человек, пробежавший за свою карьеру 347 600 км (за 40 лет к 1981 году). Для сравнения — расстояние до Луны 384 000 км.
Скончался от рака 7 декабря 1991 года.

## «Бегай быстро и без травм»
Ближе к концу своей спортивной карьеры, которая составила 45 лет, Гордон Пири за сутки написал книгу «Бегай быстро и без травм». В ней он описал свою спортивную карьеру, сотрудничество с Адольфом Дасслером по проектированию кроссовок, сформулировал и обосновал десять «правил бега Гордона Пири». В «правилах» излагаются основные законы бега и тренировочного процесса с точки зрения Гордона Пири (приводятся ниже с сокращениями):

- бег с правильной техникой не может привести к травмам
- бег — это последовательность прыжков с приземлением на переднюю часть стопы, ноги согнутой в колене
- при приземлении стопа должна быть непосредственно под центром тяжести тела
- всё, что вы надеваете на своё тело, ухудшает технику бега
- скорость, с которой вы тренируетесь, будет скоростью вашего бега
- ходьба вредит бегу
- частота шагов бега — от 3 до 5 в секунду
- сила рук и сила ног должны быть пропорциональны
- правильная осанка критична для бега, не наклоняйтесь вперед
- скорость разрушает выносливость, выносливость разрушает скорость
- для каждого бегуна подходит только одна программа тренировок — та, которая отражает его уникальные особенности
- статические упражнения на гибкость приводят к травмам
- дыхание через рот является обязательным, так как бег является аэробной нагрузкой

## Результаты

### Выступления на соревнованиях
| Год  | Соревнования     | Город     | Дата           | Дистанция     | Результат | Место     | Видео        |
| ---- | ---------------- | --------- | -------------- | ------------- | --------- | --------- | ------------ |
| 1952 | Олимпийские игры | Хельсинки | 22, 24 июля    | 5000 метров   | 14.18,0   | 4         |              |
| 1952 | Олимпийские игры | Хельсинки | 20 июля        | 10 000 метров | 30.09,5   | 7         |              |
| 1956 | Олимпийские игры | Мельбурн  | 26, 28 ноября  | 5000 метров   | 13.50,6   | II        | Видео, Видео |
| 1956 | Олимпийские игры | Мельбурн  | 23 ноября      | 10 000 метров | 30.00,6   | 8         |              |
| 1958 | Игры Содружества | Кардифф   | 26 июля        | 1 миля        | 4.04,1    | 4         |              |
| 1958 | Игры Содружества | Кардифф   | 22 июля        | 3 мили        | 13.29,6   | 4         |              |
| 1958 | Чемпионат Европы | Стокгольм | 21, 23 августа | 5000 метров   | 14.01,6   | III       |              |
| 1960 | Олимпийские игры | Рим       | 31 августа     | 5000 метров   | 14.43,6   | 8 (п/ф 3) |              |
| 1960 | Олимпийские игры | Рим       | 8 сентября     | 10 000 метров | 29.15,2   | 10        |              |

### Рекорды
| Дистанция | Время   | Город    | Дата      |
| --------- | ------- | -------- | --------- |
| 3000 м    | 7.55,6  | Тронхейм | 22.6.1956 |
| 3000 м    | 7.52,8  | Мальмё   | 4.9.1956  |
| 4x1500 м  | 15.27,2 | Лондон   | 3.8.1953  |
| 5000 м    | 13.36,8 | Берген   | 19.6.1956 |
| 6 миль    | 28.19,4 | Лондон   | 10.7.1953 |